# Смешанная авиационная дивизия
Смешанная авиационная дивизия — основное оперативно-тактическое формирование (соединение) различных родов авиации Военно-воздушных сил и Военно-морского флота, состоящее из управления (штаба), частей и подразделений.
Ранее, в 1940-х годах, Смешанная авиадивизия относившаяся к Авиации РККА, относилась к армейской авиации, то есть входили в состав войск (сил) армии (армейский комплект).
Сокращённое наименование в служебных (рабочих) документах — сад. 

## Назначение дивизии
Смешанная авиационная дивизия предназначена для выполнения различных задач, определяемых родом авиации, входящем в её состав. Так как в своем составе смешанная авиационная дивизия имеет различные рода авиации:
- истребительная авиация;
- бомбардировочная авиация;
- штурмовая авиация;
- транспортная авиация;
- специальная авиация,

то смешанная авиационная дивизия может выполнять задачи:
- штурмовой авиации — непосредственной поддержки сухопутных войск путём поражения на поле боя и в ближайшей глубине обороны противника танков, артиллерии и живой силы противника, для ведения воздушной разведки и уничтожения авиации противника на аэродромах, а в составе ВВС флота также задачи по уничтожению зенитной артиллерии, кораблей и судов в портах (базах) и вблизи от морского побережья;
- истребительной авиации — для борьбы с воздушным противником и решения других боевых задач во взаимодействии с соединениями других родов ВВС, сухопутными войсками и Военно-морским флотом или самостоятельно[2];
- бомбардировочной авиации — поражения войск (сил) противника, его наземных и морских объектов бомбовым и ракетно-пушечным вооружением, ведения воздушной разведки, в оперативной и стратегической глубине обороны противника;
- транспортной авиации — перевозки (переброски) войск и вооружений, транспортного обеспечения частей и соединений, других задач;
- специальной авиации — выполнения специальных задач.

## Смешанные авиационные дивизии в Видах ВС СССР
В СССР смешанные авиационные дивизии существовали в двух видах Вооруженных сил СССР: в ВВС и ВМФ. К наименованию дивизии ВМФ добавлялось наименование вида ВС СССР — Нская смешанная авиационная дивизия ВВС ВМФ.

## Выполнение задач
Свои задачи смешанная авиационная дивизия выполняет в определенном районе боевых действий, как правило, в тактической и ближайшей оперативной глубине обороны противника.

## Способы ведения боевых действий
Смешанная авиационная дивизия выполняет боевые задачи способом ведения боевых действий, присущих определенному роду авиации.

## История
Смешанные авиационные дивизии во Фронтовой авиации ВВС Красной армии и авиации ВМФ действовали на протяжении всей Великой Отечественной войны в составе двух истребительных, одного штурмового, одного — двух бомбардировочных полков. В их задачу входили действия непосредственно над полем боя или на глубину до 10 — 15 км. Всего во время войны существовало 45 смешанных авиационных дивизий, которые просуществовали до лета 1942 года. Только пять дивизий продолжали ведение боевых действий до ноября 1944 года, после чего переименованы в штурмовые авиационные дивизии, сохранив свою нумерацию:
- 257-я смешанная авиационная дивизия[4];
- 260-я смешанная авиационная дивизия[4];
- 261-я смешанная авиационная дивизия[4];
- 280-я смешанная авиационная дивизия[4],

а 1-я гвардейская смешанная авиационная дивизия была переименована в 16-ю гвардейскую истребительную авиационную дивизию.
В авиации ВМФ было существовало три смешанных авиационных дивизии:
- 14-я смешанная авиационная дивизия ВВС Северного Флота;
- 15-я смешанная авиационная дивизия ВВС Тихоокеанского Флота;
- 16-я смешанная авиационная дивизия ВВС Тихоокеанского Флота.

## Перечень смешанных авиационных дивизий во время Великой Отечественной войны
| - 1-я гвардейская смешанная авиационная дивизия - 14-я смешанная авиационная дивизия ВВС Северного Флота - 15-я смешанная авиационная дивизия ВВС Тихоокеанского Флота - 16-я смешанная авиационная дивизия ВВС Тихоокеанского Флота - 1-я смешанная авиационная дивизия - 2-я смешанная авиационная дивизия - 4-я смешанная авиационная дивизия - 5-я смешанная авиационная дивизия - 6-я смешанная авиационная дивизия (1-го формирования) - 6-я смешанная авиационная дивизия (2-го формирования) - 7-я смешанная авиационная дивизия - 8-я смешанная авиационная дивизия - 9-я смешанная авиационная дивизия - 10-я смешанная авиационная дивизия - 11-я смешанная авиационная дивизия - 12-я смешанная авиационная дивизия - 14-я смешанная авиационная дивизия - 15-я смешанная авиационная дивизия - 20-я смешанная авиационная дивизия - 21-я смешанная авиационная дивизия - 23-я смешанная авиационная дивизия - 25-я смешанная авиационная дивизия - 31-я смешанная авиационная дивизия - 32-я смешанная авиационная дивизия - 38-я смешанная авиационная дивизия - 43-я смешанная авиационная дивизия - 45-я смешанная авиационная дивизия - 47-я смешанная авиационная дивизия - 49-я смешанная авиационная дивизия - 55-я смешанная авиационная дивизия - 57-я смешанная авиационная дивизия - 60-я смешанная авиационная дивизия - 73-я смешанная авиационная дивизия - 74-я смешанная авиационная дивизия - 135-я смешанная авиационная дивизия - 203-я смешанная авиационная дивизия - 204-я смешанная авиационная дивизия - 207-я смешанная авиационная дивизия - 208-я смешанная авиационная дивизия - 211-я смешанная авиационная дивизия - 212-я смешанная авиационная дивизия - 215-я смешанная авиационная дивизия - 216-я смешанная авиационная дивизия - 255-я смешанная авиационная дивизия - 257-я смешанная авиационная дивизия - 258-я смешанная авиационная дивизия - 260-я смешанная авиационная дивизия - 261-я смешанная авиационная дивизия - 280-я смешанная авиационная дивизия - 291-я смешанная авиационная дивизия |